# Piratski brod
Piratski brod je epizoda Zagora objavljena u svesci LMS-119. u izdanju Dnevnika iz Novog Sada. Na kioscima u bivšoj Jugoslaviji se pojavila 11. oktobra 1974. Koštala je 5 din (0,29 $; 0,71 DEM). Ovo je 1. deo duže epizode koja se nastavlja u svesci Gospodar reke (#120).

## Originalna epizoda
Ova epizoda objavljena je premijerno u dve sveske pod nazivom La nave pirata u #65 regularne edicije Zagora u izdanju Bonelija u Italiji 1.11.1970. Epizodu je nacrtao Franko Donateli, a scenario napisao Gvido Nolita. Naslovnu stranu je nacrtao G. Feri. 

## Prethodna i naredna epizoda Zagora u LMS
Prethodna sveska Zagora u LMS nosila je naslov Okršaj s Vikinzima (#116), a naredna Gospodar reke (#120). U ovom periodu Zagor je sporadično izlazio u LMS. Posle ove sveske, pojavilo se još tri sveske, zaključno sa #127 pod nazivom Plava zvezda (izašla 13.12.1974). Posle čega se 1975. godine Zagor regularno preselio u Zlatnu seriju počev sa brojem 247 pod nazivom Gvozdena pesnica. (Pre toga, Zagor je takođe sporadično izlazio u Zlatnoj seriji, pa se preselio u LMS.)